# Dirección General de Material (ejército de Argentina)
La Dirección General de Material (DGM) es una dirección general del Ejército Argentino creada en 2011 con asiento en Palermo, Ciudad Autónoma de Buenos Aires, y con dependencia del Estado Mayor General del Ejército. Bajo su órbita se hallan la Dirección de Arsenales y la Dirección de Transporte.

## Historia
La Dirección General de Arsenales de Guerra dependía de la autoridad del Ministerio de Guerra y estaba a cargo de los arsenales de guerra, talleres generales y servicios. A su administración estaban los arsenales "Esteban de Luca" en Buenos Aires, "José María Rojas" en Holmberg (Río Cuarto, provincia de Córdoba) y "San Lorenzo" en Fray Luis Beltrán (provincia de Santa Fe). En crecimiento del ejército nacional, el alto mando creó la Escuela de Mecánica del Ejército en 1927, bajo la dependencia esta dirección general. En 1923 la administración de material de la aviación pasó al Servicio Aeronáutico del Ejército.
En 1936 el ministro de Guerra creó la Dirección General de Materiales del Ejército unificando la Dirección General de Comunicaciones y la Dirección General de Arsenales de Guerra. Esta dirección general respondía a la autoridad del cuartel maestre general del Interior (en el Comando General del Interior). Ese período fueron inauguradas las fábricas militares de acero en Valentín Alsina, de armas en San Lorenzo, de munición de armas en Rosario, de munición de artillería en Río Tercero y de pólvora en Villa María.
En 1941 el gobierno nacional creó la dirección general de Fabricaciones Militares, concentrando las fábricas militares mencionadas. La dirección general de Materiales dejó la misión de fabricar armas y retuvo la sola misión del mantenimiento y su entrega a las unidades. La fábrica militar de equipos del arsenal "Esteban de Luca" cobró independencia y el mando resolvió crear los arsenales de Pigüé y Tucumán.
La Compañía de Munición 601, ubicada en la localidad bonaerense de Los Polvorines, fue desactivada en 1997. La Compañía de Munición 121 fue creada en Crespo, provincia de Entre Ríos, el 21 de diciembre de 1948 como Taller de Reparaciones Crespo y suprimida en la década de 2000. En su lugar se halla el Destacamento de Vigilancia Cuartel Crespo en espera de ser desactivado.
En 2015, tras conocerse el faltante de 26 000 municiones, el Batallón de Arsenales 603 «San Lorenzo» de Fray Luis Beltrán, provincia de Santa Fe, fue cerrado y luego convertido en la Base de Apoyo Logístico San Lorenzo.

## Organización
- Dirección General de Material (DGM). Palermo (CABA).
  - Dirección de Arsenales (Dir Ars). Guar Ej Boulogne Sur Mer (BA). Tiene bajo su control funcional a las bases de apoyo logístico y a las subunidades de arsenales y munición.
    - Jefatura de la Agrupación de Arsenales 601 «Buenos Aires» (J Agr Ars 601).[nota 1] Guar Ej Boulogne Sur Mer (BA).
      - Batallón de Arsenales 601 «Sargento Mayor Esteban de Luca» (B Ars 601). Guar Ej Boulogne Sur Mer (BA).
      - Batallón de Arsenales 602 «Coronel Ángel Monasterio» (B Ars 602). Guar Ej Boulogne Sur Mer (BA). Incluye el Centro de Reparación, Modernización y Conversión de Vehículos de Combate M-113 (CRMCVC M-113).
      - Batallón de Arsenales 603 «San Lorenzo» (B Ars 603). Guar Ej San Lorenzo (Fray Luis Beltrán, SF).[nota 2]
      - Batallón de Arsenales 604 «Teniente Coronel José María Rojas» (B Ars 604).[nota 3] Cu Ej Holmberg (CD).
      - Compañía de Mantenimiento de Materiales Electrónicos 601 (Ca Man Mat Electron 601). Guar Ej Boulogne Sur Mer (BA).

  - Dirección de Transporte (Dir Transp). Asiento: Palermo (CABA).
    - Batallón de Transporte 601 (B Transp 601).[8][nota 4] Guar Ej Boulogne Sur Mer (BA).

Las 12 bases de apoyo logístico tienen componentes de Arsenales que tienen dependencia orgánica de la Dirección General de Material a través de la Dirección de Arsenales, y funcional de las brigadas y divisiones. En los institutos militares de la Universidad de la Defensa Nacional existen unidades de Arsenales en la Escuela de Suboficiales del Ejército Sargento Cabral (2 compañías del Cuerpo de Aspirantes) y en el Colegio Militar de la Nación (una compañía del Cuerpo de Cadetes).

### Centro de Vehículos M-113
El Centro de Reparación, Modernización y Conversión de Vehículos de Combate M-113 (CRMC) dependiente del Batallón de Arsenales 602 se encarga de repotenciar, reparar, modernizar y convertir vehículos de combate M-113. También emsambló vehículos VLEGA Gaucho y construyó tanques Patagón. Se encuentra en el predio de la extinta Tanque Argentino Mediano Sociedad del Estado (TAMSE), en Boulogne Sur Mer, provincia de Buenos Aires, donde actualmente se encuentran los Batallones de Arsenales 601 y 602. El CRMC espera repotenciar entre 190 y 240 a un ritmo de seis mensuales. Los primeros M-113 provenientes del Regimiento de Infantería Mecanizado 3 entraron en la línea de producción en marzo de 2006.

#### Tareas
- Reparación: todo M-113 ingresado es desarmado integralmente, reemplazándosele todos los componentes necesarios para recuperar las prestaciones "de fábrica".
- Modernización: se le incorporan equipos de comunicaciones, visión nocturna pasiva para el conductor, GPS, sistema Quick Change Barrel para la ametralladora M-2HB y botes lanza-humos.
- Conversión: todo vehículo ingresado que no sea versión A2, es convertido en dicha versión.